# Philophylla propreincerta
Philophylla propreincerta
 es una especie de insecto del género Philophylla de la familia Tephritidae del orden Diptera. 
Hardy la describió científicamente por primera vez en el año 1987.